# Holger Sundström
Holger Bertil Sundström (Gotemburgo, 17 de abril de 1925-Gotemburgo, 9 de abril de 2023) fue un deportista sueco que compitió en vela en la clase Star. Participó en los Juegos Olímpicos de Tokio 1964, obteniendo una medalla de bronce en la clase Star.

## Palmarés internacional
| Juegos Olímpicos | Juegos Olímpicos | Juegos Olímpicos  | Juegos Olímpicos |
| Año              | Lugar            | Medalla           | Clase            |
| ---------------- | ---------------- | ----------------- | ---------------- |
| 1964             | Tokio (Japón)    | Medalla de bronce | Star             |